# Stationscategorie
Verschillende landen delen hun spoorwegstations in stationscategorieën in om het belang van een station voor de spoorwegen weer te geven.

## Nederland
Stations worden in Nederland ingedeeld op grond van de soort treindiensten die stoppen op het betreffende station:
- Intercity
- Sneltrein
- Stoptrein of Stadsgewestelijk Materieel, waaronder de sprinter

Nederland kende in het verleden wel een soort van indeling in de vorm van de standaardstations van de Staatsspoorwegen.

## Duitsland
De ongeveer 5400 spoorwegstations in Duitsland worden door DB Station & Service, het onderdeel van Deutsche Bahn dat verantwoordelijk is voor de stations, ingedeeld in zes categorieën, Duits: Bahnhofskategorie.
- het aantal reizigers
- het aantal treinen dat er stopt
- overstapmogelijkheden, op zowel het lokale en regionale als het nationale openbaar vervoer
- integratie van het station in plaatselijke verkeersnet of bereikbaarheid
- eventuele lokale bijzonderheden

| Categorie | Aantal | Omschrijving                                                                                            |
| --------- | ------ | --- |
| 1         | 20     | Knooppunt voor het langeafstandsverkeer Fernverkehrsknoten                                              |
| 2         | 63     | Netwerkstation voor het langeafstandsverkeer Fernverkehrssystemhalt                                     |
| 3         | 250    | Regionaal knooppunt / Langeafstandsstation Regionalknoten mit möglichem Fernverkehrshalt                |
| 4         | 600    | Netwerkstation voor het regionale verkeer / Regionaal knooppunt Nahverkehrssystemhalt/Nahverkehrsknoten |
| 5         | 1300   | Netwerkstation voor het regionale verkeer Nahverkehrssystemhalt                                         |
| 6         | 3200   | Halte voor het regionale verkeer Nahverkehrshalt                                                        |

## Verenigd Koninkrijk
De 2.535 stations in het Verenigd Koninkrijk worden door Network Rail ingedeeld in een categoriesysteem dat is opgezet door het Department for Transport. Het systeem neemt de aantallen passagiers per station als maatstaf.
| Categorie | Aantal in 2009 | Omschrijving                             | Reizigers per jaar      |
| --------- | -------------- | ---------------------------------------- | ----------------------- |
| A         | 25             | Nationaal knooppunt National hub         | meer dan 2 miljoen      |
| B         | 66             | Regionaal knooppunt Regional interchange | meer dan 2 miljoen      |
| C         | 275            | Belangrijke toevoer Important feeder     | 0,5–2 miljoen           |
| D         | 302            | Middel, bemand Medium staffed            | 0,25–0,5 miljoen        |
| E         | 675            | Klein, bemand Small staffed              | minder dan 0,25 miljoen |
| F         | 1,192          | Klein, onbemand Small unstaffed          | minder dan 0,25 miljoen |